# 曼徹斯特市球場
曼徹斯特市球場（英語：City of Manchester Stadium），是位於英格蘭曼徹斯特的運動場。2011年7月贊助商阿提哈德航空冠名為阿提哈德球场（Etihad Stadium，又被译为伊蒂哈德球場），原來是設計來作2000年夏季奧林匹克運動會之用，但曼徹斯特在投標時失敗。後來作為2002年的英聯邦運動會的運動場館，造價為一億一千萬英鎊。後期再改為作足球運動用途。英超球隊曼城在2003年由緬因路球場遷往此球場並簽下250年的租約。
曼徹斯特市球場呈碗狀，擁有55000個觀眾席，是英格蘭第四大足球運動場及英國第十大運動場。在2006年10月4日，曼徹斯特城市體育場宣佈將會主辦2008年欧洲联盟杯決賽。

## 歷史

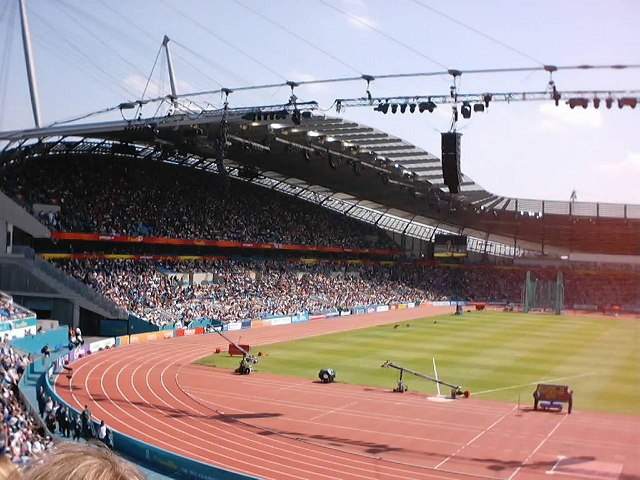
舉行聯邦運動會期間的球場

曼徹斯特城市運動場原本是為爭取主辦2000年夏季奥林匹克运动会而計劃興建的運動場，選址曼徹斯特以東一處名為東地，前身為受嚴重污染的廢棄工廠區（brownfield），曼徹斯特市議會（Manchester City Council）最初盤算興建一個可容80,000名觀眾的運動場，但奧運會主辦權在1993年10月宣佈落入悉尼的手中。曼徹斯特利用原已擱置的運動場計劃成功申辦2002年英聯邦運動會。
1996年曼徹斯特再利用這運動場計劃與温布利球场競爭成為英格蘭國家運動場的經費，但經費最終批給溫布萊球場的重建計劃。為此惟有縮減曼徹斯特城市運動場的規模，市議會更與達成協議以確保運動場的長遠用途。新設計為38,000座的綜合運動場供舉行聯邦運動會，其後再改建為48,000座的足球場。協議包括曼城簽署一份長達250年的租約，而市議會可獲得曼城的舊緬因路球場及超出舊球場平均門票收入（2004-05財年為300萬英鎊）的50%。
曼徹斯特城市運動場於1999年12月由首相主持奠基，建築工程隨即在翌年1月展開。球場由奥雅纳工程顾问（英語：Arup Group）設計及约翰·莱恩工程集团（英語：John Laing Group）興建，耗資1億1000萬英鎊，其中7700萬英鎊由英格蘭體育局（Sport England）資助，餘數則由曼徹斯特市議會自行籌集。
由於需配合聯邦運動會的比賽，運動場下層看台環繞田徑賽道的三邊，在兩側建有上層看台，餘下末端建立露天臨時看台。曼徹斯特城市體育場首項公開活動就是於2002年7月25日舉行的2002年英聯邦運動會揭幕典禮，英女王伊莉莎白二世列席參觀。為期10天的聯邦運動會，所有田径及七人欖球比賽安排在曼徹斯特城市體育場內進行，共產生4項聯邦運動會紀錄，包括女子三級跳遠及女子5000米賽跑。

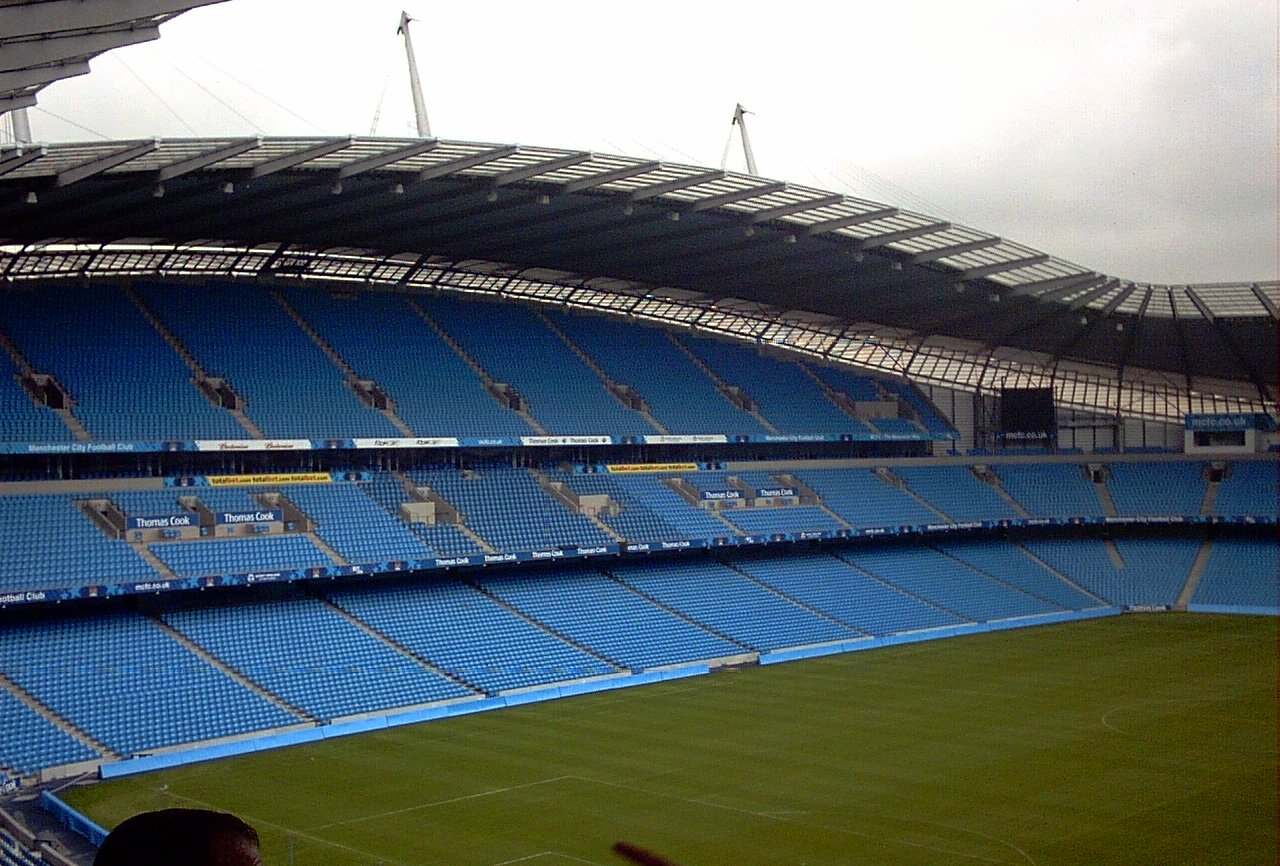
曼城體育場的東看台

英聯邦運動會結束後曼徹斯特城市運動場隨即展開改建工程，將運動場轉化為足球比賽專用球場。由於聯邦運動會的田徑項目獲得成功，改建運動場的決定惹來部分田徑界名人如和的批評，但改建會為曼徹斯特城市體育場的未來帶來穩定的財政收入。田徑跑道被掘起再重置於其他田徑場地，降低地平面以容納多一層的看台，臨時看台拆卸後，再建立一座與對面設計相同的永久看台，改建工程用了整整一年時間，增加了12,000座位。曼城於2003－04年球季遷入新球場，整項改建工程耗資3500萬英鎊，由曼城獨力支付。
在曼徹斯特城市運動場舉行的首場足球比賽（聯邦運動會沒有足球比賽）是於2003年8月10日曼城對巴塞罗那的友誼賽，主隊以2-1旗開得勝，首名入球的球員是。首場競爭性足球賽於四天後舉行，曼城在欧洲联盟杯主場對威爾士的TNS，主隊大勝5-0。而觀眾人數紀錄是47,304人，於2004年2月28日英超聯賽1-0擊敗車路士時創出。
除曼城的比賽外，曼徹斯特城市運動場亦有舉辦其他運動或非運動活動。當英格蘭於2004年6月1日在此對日本時，曼徹斯特城市體育場成為第50個主辦國家隊國際賽的主場球場。2004年10月30日成為2004年三國欖球賽（2004 Rugby League Tri-Nations）的一站，舉行英國對澳洲的15人欖球賽（Rugby League）比賽。2005年6月曼徹斯特城市體育場成為2005年歐洲國家盃女子足球賽揭幕戰的球場，更創下當屆比賽入場觀眾人數紀錄。已被歐洲足協評為四星級球場，更獲選為2008年歐洲足協盃決賽場地。
| 賽季       | 平均人數 |
| ---------- | -------- |
| 2018－19年 |          |
| 2017－18年 | 53,812人 |
| 2016－17年 | 54,019人 |
| 2015－16年 | 54,041人 |
| 2014－15年 | 45,365人 |
| 2013－14年 | 47,080人 |
| 2012－13年 | 46,974人 |
| 2011－12年 | 47,045人 |
| 2010－11年 | 45,905人 |
| 2009－10年 | 45,513人 |
| 2008－09年 | 42,900人 |
| 2007－08年 | 42,126人 |
| 2006－07年 | 39,997人 |
| 2005－06年 | 42,856人 |
| 2004－05年 | 45,192人 |
| 2003－04年 | 46,384人 |

在球季以外，曼徹斯特城市運動場間中會舉辦音樂會，是英國其中一個最大的表演場地，最高可以容納60,000觀眾。嗆辣紅椒於2004年在這裡舉行首個音樂會，接續還有U2樂團、绿洲乐队、Bon Jovi及接招等。
曼徹斯特城市運動場有很多非官方的別名，在球場未命名時已被稱為東地球場（Eastlands），直到現時仍然通用，而英文名稱City Of Manchester Stadium亦被簡稱為「COMS」。
曼徹斯特城市運動場普遍獲得球迷支持，於2005年投票選舉中成為英國國內最受歡迎球場的第二位。但球場內的氣氛有時亦遭受批評，部分貶低者認為氣氛不及緬因路球場般熱烈。

## 結構及設施

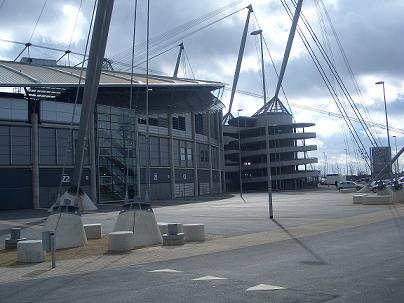
運動場外部，鋼纜用作吊起運動場蓋頂。

曼徹斯特城市運動場內部是橢圓形的會場，在兩旁有三層座位及在其完結有兩層座位。在傳統的足球運動場，連着的座位，每一方均有自己的名字。最初，所有運動場所有邊均以方向命名（北看台、南看台則為球場的的龍門背後的座位，東看台及西看台是邊座位）。在2004年月西看台重新命名為看台（Colin Bell Stand），是曼城以前的著名球員。南看台官方命名為「Key 103電台」看台（Key 103 Stand）是自從2003年受贊助而命名，但基本上被很多支持者所忽視。北看台部份位置設計家庭看台（Family Stand），保留給帶有兒童的支持者所坐。東看台非官方命名為基派克斯看台（Kippax），與緬恩路球場一樣。作客球隊支持者則會被安排坐在南看台。在運動場內有68個行政廂房，圍繞西看台、北看台及東看台。在東及西看台的廂房各分別可坐10人，而北看台的廂房盯可坐8個人。

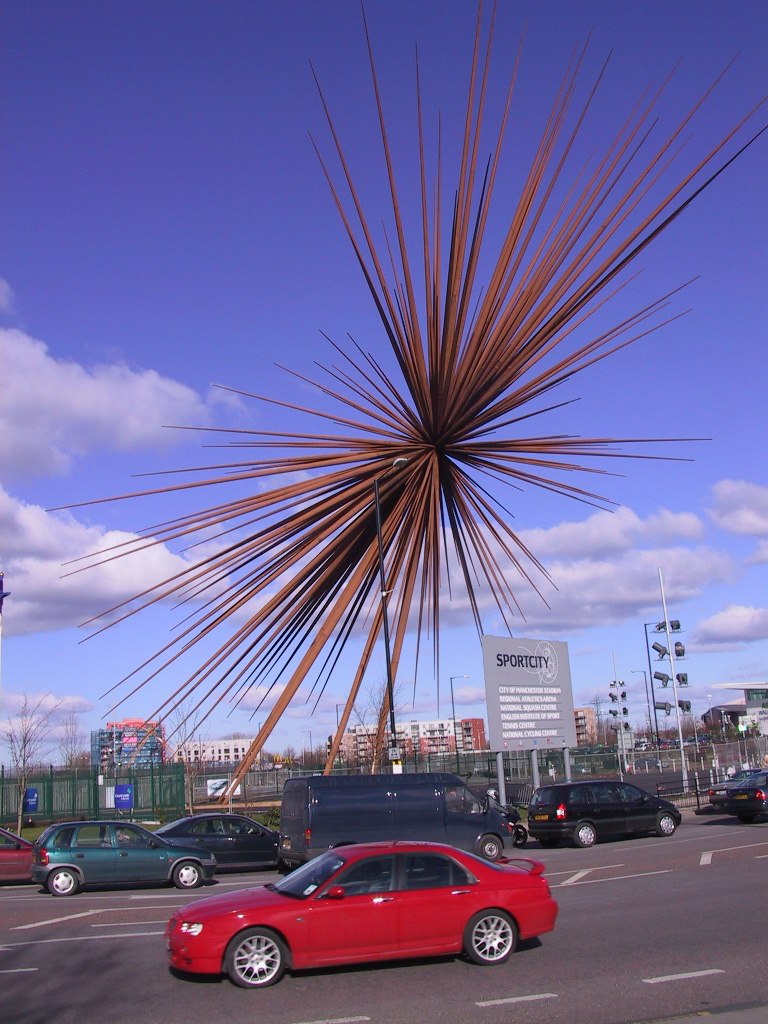
瞬間爆發雕塑。

運動場的蓋頂是超環面的形狀，鋼纜由塔上懸吊，螺旋形的斜坡梯提供進入上排座位的途徑，這個區域沒有安裝百葉窗，以改善運動場的通風。透過RFID智能咭傳統由人操縱的十字轉門進入運動場，這個系統能容許所有入口每分鐘處理高達1200人。體育場下的一個緊急服務通道出入口，並且允許救援車直接進入體育場。在體育場裡面是6家主題餐廳，其中兩家能看到球場風景，以及許多會議設備。體育場也許可舉辦結婚典禮。
曼徹斯特城市運動場是英格蘭足球場中，擁有最闊的草地。運動場是採用自然的真草，而非很多運動場採用人造草，運動場把27000英里，厚度為20厘米的塑膠纖維注入在土壤下面足夠一步一步地伸展，是一種合成的方法令草面增加名為草地合成增長系統（Desso GrassMaster）。
運動場是運動城的中心，同時包含了數個其他的運動場館。運動場附近是區域田徑體育館（Regional Athletics Arena），在英聯邦運動會期間作為暖身運動跑道。現時6,178個座位，用作主持運動會預賽及曼城預備組比賽之用。曼徹斯特單車場（Manchester Velodrome）及國家壁球中心（National Squash Centre）與運動場相隔一個短距離。在運動場前面是英國最大的雕塑－瞬間爆發（B of the Bang），用來紀念2002年英聯邦運動會的成功。在2006年9月，曼徹斯特市在運動場附近許可建造一台279呎的風力渦輪發電機（wind turbine），由設計，渦輪機將為體育場和在附近居所提供動力，並且將成為世界上第一個運動場以自身的渦輪機發電。
在2007年1月30日，曼徹斯特市政府宣布建設英國首個超級賭場，計劃於運動場附近。
2023年7月曼徹斯特市政府批准曼城擴建曼徹斯特城市運動場北看台增加7,700座位的擴建計劃，總值三億英鎊的北看台擴建計劃預計會令曼徹斯特城市運動場的座位增加至61,474人。整個北看台擴建計劃亦包括與建新的酒店、帶頂棚的球迷公園、大型商店和一座博物館，整個擴建計劃預計於2026年底完成。

## 獎項
曼徹斯特城市運動場贏得一系列獎項，包括2004年英國皇家建築師學會（RIBA）建築物設計獎項and the 2003年英國結構工程學學會（IStructE）的結構特別獎。

## 運輸
曼徹斯特城市運動場坐落於曼徹斯特城市中心之東。運動場址本身擁有2,000個停車位，再加上在附近與球會合作的商業機構及學校提供額外8,000個泊位。最接近的鐵路車站為Ashburys車站，由體育場向南約15分鐘步程，因站體規模較小，服務受到限制。另一車站皮卡迪車站（Manchester Piccadilly station），其服務由倫敦、伯明翰以及愛丁堡往來的主線列車，約距體育場20分鐘步行距離。當有賽事時，會有多班的特別線公車開往體育場服務。
曼徹斯特輕鐵（Manchester Metrolink）計劃在2000年計劃把路線擴展至該運動場，建議在附近設立車站，但隨後政府支出的計劃被擱置審查。後來，在2006年7月恢復擴展經費，運動場將會於2008－2010年擁有其獨立車站。
| 前一屆： 咸普頓公園球場 格拉斯哥 | 歐洲足聯杯 決賽球場 2008年 | 後一屆： 薩拉科格魯球場 伊斯坦堡 |

## 外部連結
- 運動場介紹及相片 Footballgroundguide.co.uk
- 運動場介紹及相片 Stadiumguide.com （页面存档备份，存于）